# مقاطعة تومبز (جورجيا)
مقاطعة تومز (بالإنجليزية: Toombs County)‏ هي إحدى المقاطعات في ولاية جورجيا في الولايات المتحدة الأمريكية.